# 엠브라에르 C-390 밀레니엄
엠브라에르 C-390 밀레니엄(Embraer C-390 Millennium)은 브라질 항공 우주 제조업체 엠브라에르가 설계하고 생산한 중형 쌍발엔진 제트 동력 군용수송기이다. 이 항공기는 현재까지 엠브라에르가 제작한 항공기 중 가장 중량급 항공기이다.
엠브라에르는 이 프로젝트를 2000년대 중반에 시작했으며, 초기에는 록히드 C-130 허큘리스와 비슷한 크기의 E190 제트 여객기의 개념적 파생을 중심으로 진행시켰다. 이 회사는 터보프롭 대신 터보팬 제트엔진을 사용하기를 원했다. 브라질 정부와 브라질 공군 모두 이 프로젝트를 지원했다. 2008년 5월, 정부는 프로젝트 개발에 8억 헤알(US $440M)을 투자했다. 2009년 4월 14일, 엠브라에르는 두 개의 프로토타입에 대해 15억 달러 규모의 계약을 체결했다. 2011년 파리에어쇼에서 엠브라에르는 민간화물선으로 항공기의 확장 버전을 출시할 계획을 발표했다. 이 프로그램에 참여한 ENAER, OGMA 및 보잉을 포함한 다양한 항공우주회사와 파트너십이 즉시 형성되었다. 2019년 11월 보잉과의 합작투자가 발표됐지만, 6개월 만에 무산됐다. 항공기 제조의 주요 하청업체로는 아에로 보도초디, BAE 시스템즈 및 록웰 콜린스가 있다.
2015년 2월 3일, 두 개의 프로토타입 중 최초의 프로토타입이 초도비행을 수행했다. 2019년 9월 4일, 첫 번째 생산 항공기가 브라질 공군에 인도되었다. 2019년 11월 18일 두바이 에어쇼에서 엠브라에르는 세계 시장을 위한 항공기의 새로운 이름인 C-390 밀레니엄을 발표했다. 포르투갈 공군, 헝가리 공군, 네덜란드 공군을 포함한 C-390의 여러 수출 고객이 확보되었다. 적재용량 26톤을 갖춘 이 항공기는 병력, VIP 및 화물 운송과 같은 다양한 재래식 작업과 유조선의 공중급유와 같은 보다 전문화된 물류 작업을 수행하도록 구성할 수 있다. 완전히 궤도를 갖춘 M113 장갑차 2대, 복서 장갑차 1대, 생명유지장치를 갖춘 74리터 시코르스키 H-60 헬리콥터, 완전무장한 최대 80명의 군인 또는 66명의 낙하산 부대와 같은 최대 26톤의 페이로드를 운반할 수 있으며, 최대 19톤의 중량을 공중투하할 수 있다.

## 운용
브라질
브라질 공군 - C-390 19대 주문, 6대 납품
제1군수송단 제우스
제1수송단 제1대대 고르도
 포르투갈
포르투갈 공군
2019년에 C-130을 대체하기 위해 5대의 C-390을 주문. 최초 항공기는 2022년 10월 16일 베자 공군기지에서 인도되었으며, 2023년 10월에 취항
 대한민국: 대한민국 공군
대한민국 공군은 2024년 1월 4일 제2차 수송기 사업으로 C-390을 선정해 2026년까지 브라질과 협력할 예정이다.

## 비교
일본 가와사키 C-2와 외형이 비슷하다. 한국 KAI가 독자개발 모델로 제시한 가상도의 수송기와도 외형이 비슷하다.
- 최대이륙중량
  - 가와사키 C-2: 120,100 kg (265,000 lb), 초도비행 2010년 1월 26일
  - 엠브라에르 C-390: 86,999 kg (191,800 lb), 초도비행 2015년 2월 3일

## 같이 보기
- 엠브라에르 E-Jets
- 에어버스 A400M 아틀라스
- 가와사키 C-2
- C-130J 슈퍼 허큘리스